# Affing
Affing là một đô thị ở Aichach-Friedberg bang Bayern thuộc nước Đức.